# Flavigny (Cher)
Flavigny – miejscowość i gmina we Francji, w Regionie Centralnym, w departamencie Cher.
Według danych na rok 1990 gminę zamieszkiwały 172 osoby, a gęstość zaludnienia wynosiła 13 osób/km² (wśród 1842 gmin Regionu Centralnego Flavigny plasuje się na 966. miejscu pod względem liczby ludności, natomiast pod względem powierzchni na miejscu 976.).